# Skibob

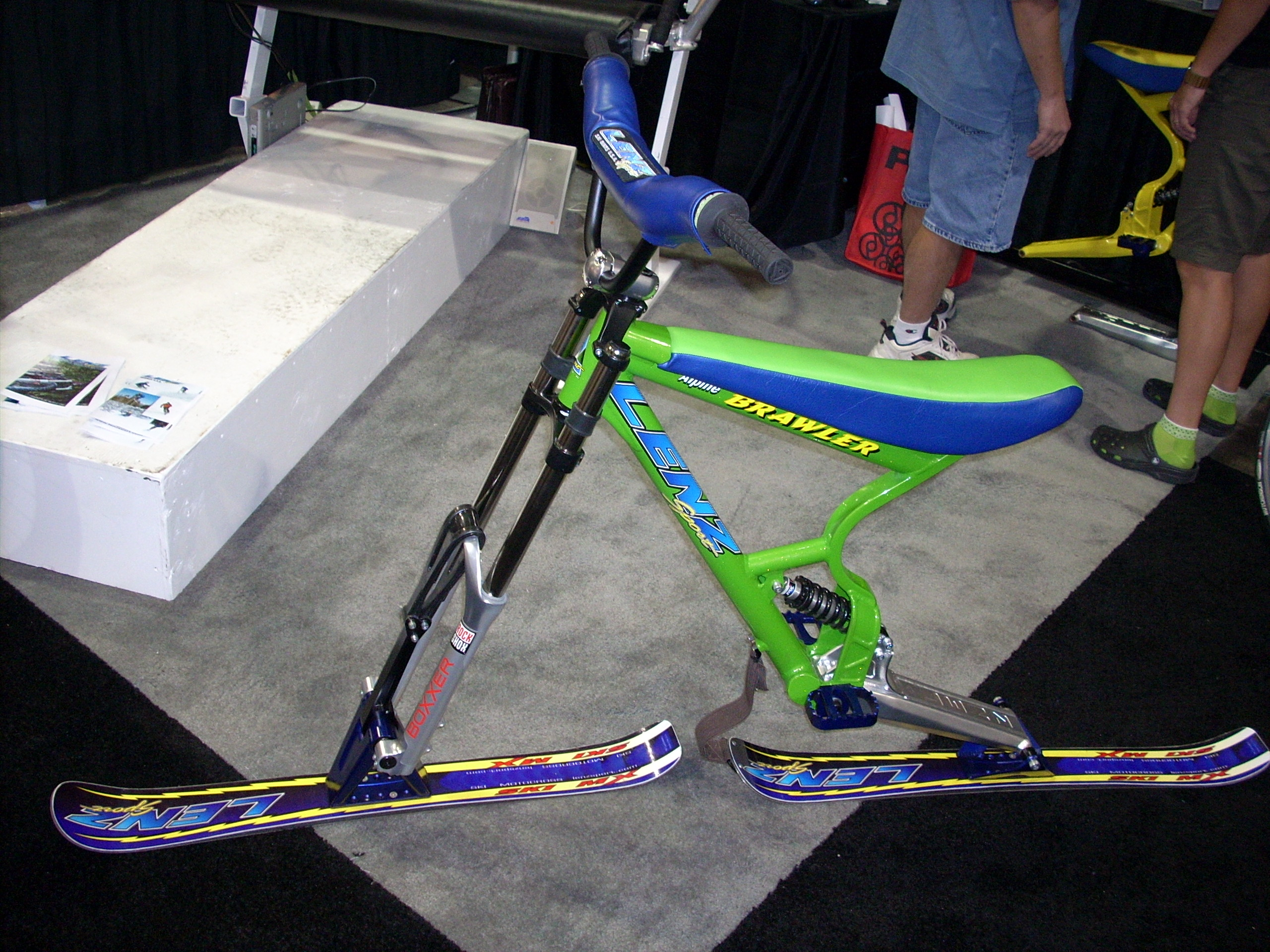
Skibob.

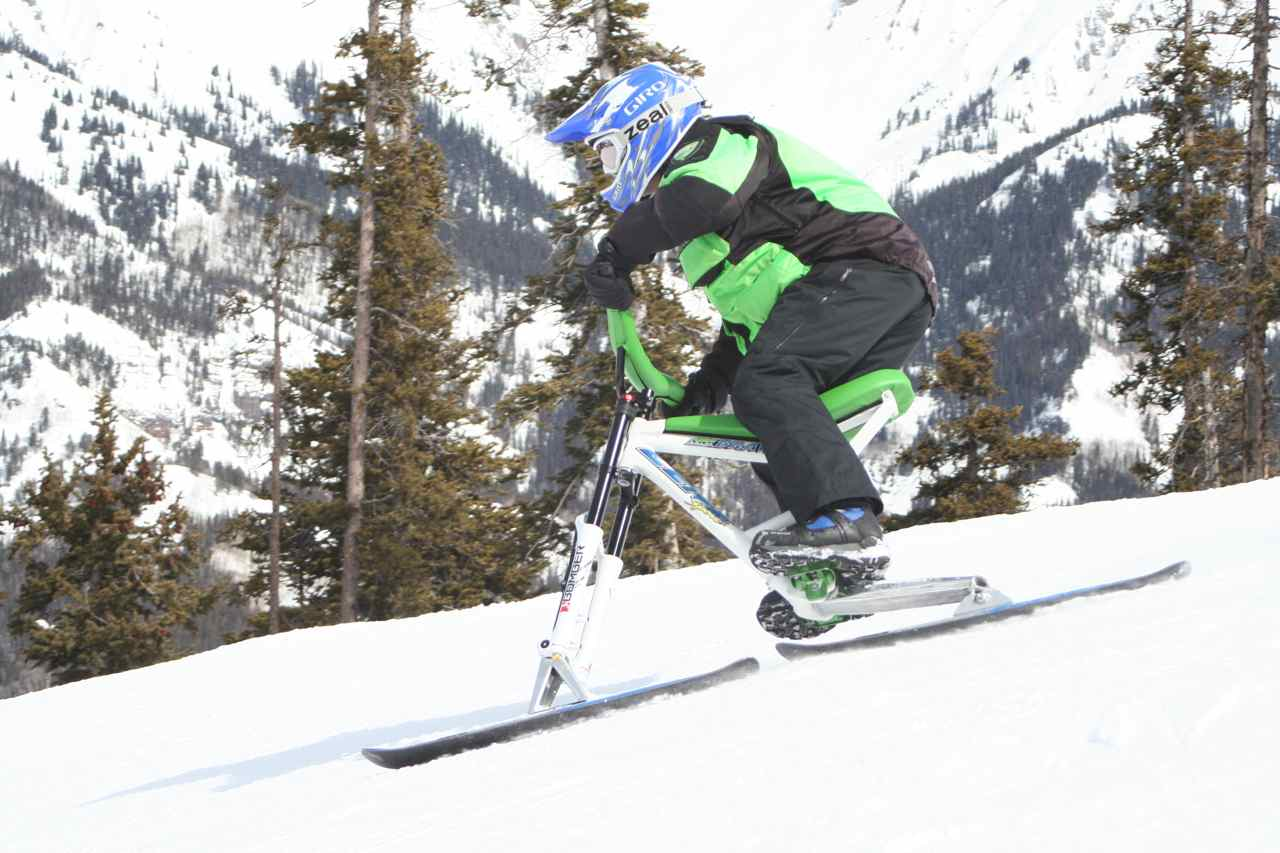
Skibob i backen.

En skibob är ett åkdon för färd på snö som består av en ram med sadel på två skidor och med ett styre. Den kan enklast beskrivas som en cykel med skidor istället för hjul. I dagligt tal kallas dessa fordon ofta "Ski bikes" eller "Snow bikes". Sporten får dock inte sammanblandas med snowbiking, som är en sport eller rekreation där man färdas med cykel på snö.

## Historia
Skibob var ursprungligen ett transportmedel i Alperna. Den första skibobben patenterades så tidigt som 1892. Den första internationella tävlingen hölls så sent som 1954. Sju år senare bildades FISB (Fédération Internationale de Skibob). FISB har anordnat årliga världsmästerskap i skibobbing sedan 1967.  

## Slalomracer
Slalomracer är en ny generation skibob. Den skiljer sig från tidigare versioner genom att den har fyra korta skidor och styr på alla fyra skidorna. Axlarna till samtliga fyra skidor är ställda så att de sätter till insidan mot snön när ratten vrids. Detta ökar styrförmågan. Framskidorna är dessutom ställda som på en bil, vilket innebär att den inre skidan ökar sin vridning successivt i förhållande till den yttre när ratten vrids. Styrningen på bakskidorna är unik. Den påverkas genom att sadeln lutas antingen till höger eller till vänster. Denna rörelse sker naturligt då föraren lutar sig i kurvorna. Slalomracer fungerar utmärkt i en slalombacke genom slalomportar på grund av den effektiva styrningen på både bak och framskidor.
Styrningen på bakskidorna genom lutning gör att även handikappade, som inte kan använda sina armar och händer, kan styra genom viktförändring på sadeln.